# Gary Wilson
Pour les articles homonymes, voir Wilson.
Gary Wilson est un joueur de snooker britannique né le 11 août 1985 à Wallsend, dans le North Tyneside, en Angleterre.  
Sa carrière professionnelle est marquée par une victoire lors de l'Open d'Écosse 2022, titre qu'il parvient à défendre en 2023. En février 2024, il remporte également l'Open du pays de Galles. Wilson dispute aussi la finale de l'Open de Chine en 2015 et de l''Open de Grande-Bretagne en 2021, mais s'incline à chaque fois. En 2019, il réussit à se hisser en demi-finale du championnat du monde, alors qu'il est issu des qualifications. 

## Carrière

### Débuts mitigés (2004-2014)
En 2004, Wilson est titré au championnat du monde des moins de 21 ans. Ensuite, il prend part au circuit du challenge (deuxième division du snooker mondial) pour tenter de faire ses essais sur le circuit principal. Finaliste de la deuxième épreuve et vainqueur de la quatrième, Wilson prend la quatrième place du classement général et s'offre la possibilité d'intégrer le circuit professionnel pour les deux prochaines saisons. 
Gary Wilson commence sur le circuit professionnel au début de la saison 2004-2005 et se qualifie pour son premier tournoi comptant pour le classement en 2005, au Grand Prix. Il y est battu au premier tour contre Steve Davis, alors classé au 16e rang mondial. Toutefois, c'est la seule qualification de Wilson en deux saisons passées sur le circuit principal ; il est donc relégué dans les rangs amateur à la fin de l'année 2006.
Il s'ensuit une période longue de cinq années durant laquelle il tente de regagner sa place sur le circuit par tous les moyens (tournois PIOS, tournois amateur prestigieux, tournois de la Q School), mais cela reste infructueux. D'ailleurs, pendant cette période difficile, il doit travailler comme chauffeur de taxi pour gagner sa vie. 
L'introduction du championnat du circuit des joueurs à partir de la saison 2010-2011 permet au joueur anglais de se démarquer. Après une saison 2011-2012 lors de laquelle il remporte régulièrement des matchs dans ces tournois, le circuit professionnel s'ouvre à nouveau à Wilson qui termine en troisième position de l'ordre du mérite établi par la fédération de snooker. 

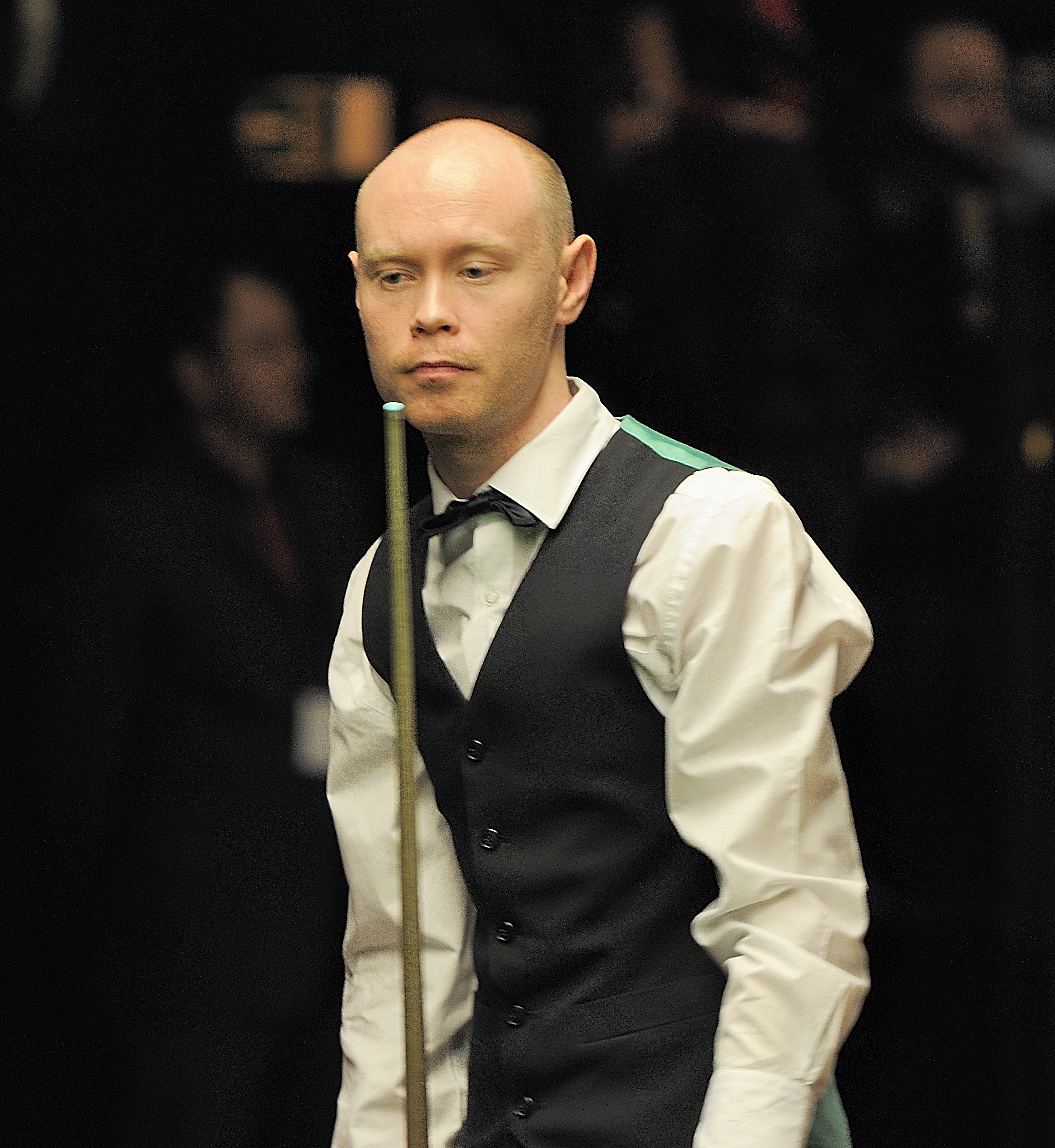
Gary Wilson en 2014

En 2012-2013, Wilson continue d'être performant dans les tournois mineurs, disputant notamment sa première demi-finale, lors de l'Open de Rotterdam, où il a bien failli battre Mark Williams pour rejoindre sa première finale (défaite 4-3 alors qu'il menait 3-1). Terminant à la 20e place au classement général, il est donc qualifié à l'épreuve finale mais s'y incline au premier tour. Dans les tournois classés, il arrive à se qualifier régulièrement et à gagner des matchs. 

### Premiers résultats (2015-2018)
En février 2015, Wilson dispute son premier quart de finale en tournoi classé, à l'occasion de l'Open du pays de Galles. Au cours du tournoi, Gary Wilson élimine Joe Perry (no 13 mondial) et Neil Robertson (no 2). Il continue sur sa lancée et atteint sa première finale majeure au cours du mois de mars, à l'Open de Chine. Après avoir éliminé successivement Liang Wenbo (5-3), Ricky Walden (5-2), Dechawat Poomjaeng (5-1), Barry Hawkins (5-3) et Ding Junhui (6-5), Wilson retrouve le 4e joueur mondial, Mark Selby en finale. Malgré la bonne forme démontrée par Wilson tout au long du tournoi, la différence de classement entre lui et Selby se fait sentir, et la rencontre est rapidement pliée par le mieux classé des deux, sur le score de 10-2 . Cette bonne saison lui permet de faire un bond au classement et de se rapprocher du top 30 mondial. 

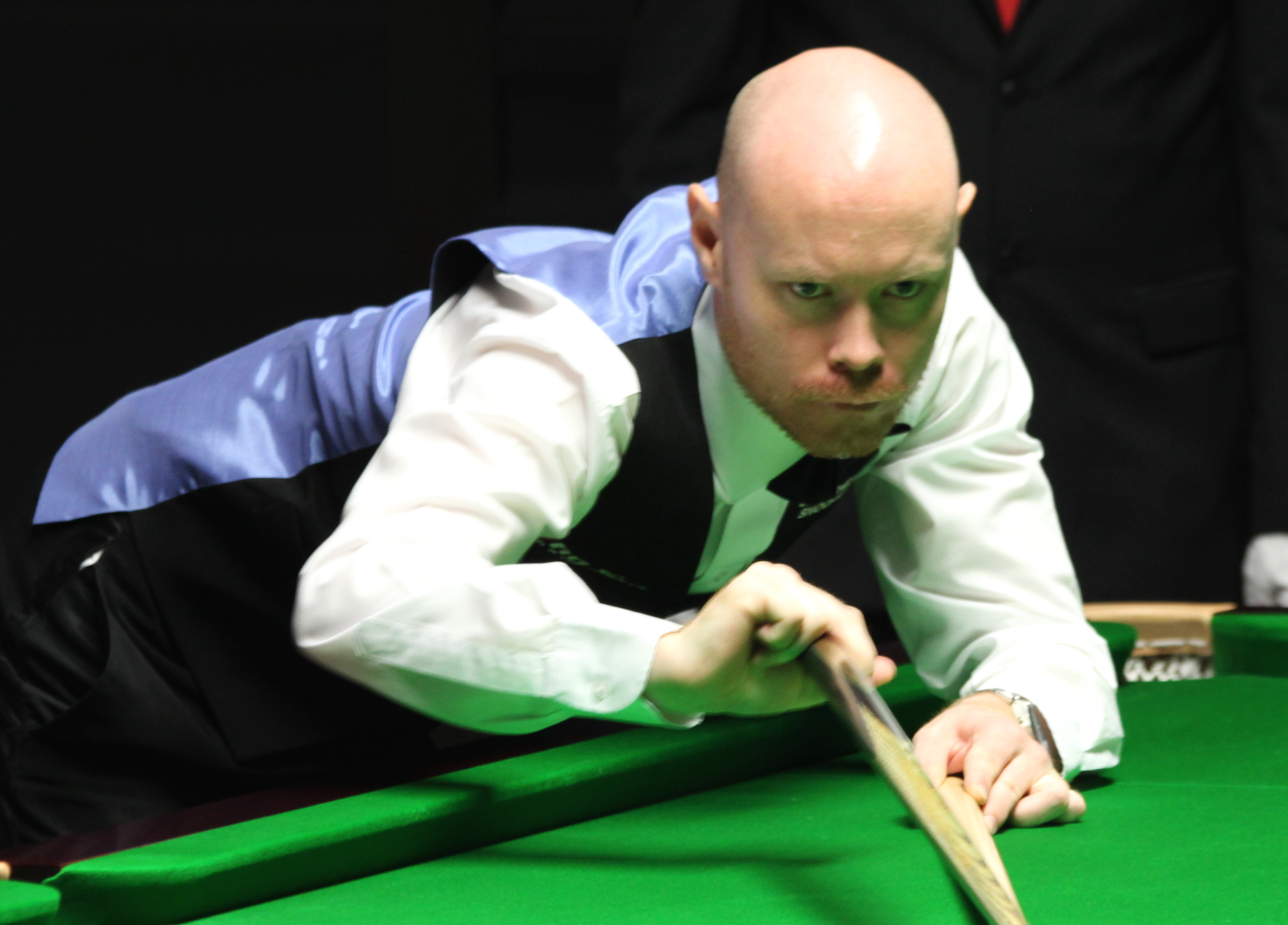
Wilson exécutant un coup au reposoir lors du classique Paul Hunter en 2016.

Après une saison 2015-2016 sans résultats notables, Gary Wilson se ressaisit et atteint les huitièmes de finale à l'Open d'Irlande du Nord 2016, où il est défait par Mark Allen dans la manche décisive. En avril 2017, il se qualifie pour la première fois au championnat du monde de snooker, après avoir échoué à six reprises en qualifications dans le passé. Lors de son premier match de qualifications, Gary Wilson inscrit son deuxième 147 en carrière après 2013. Dans le grand tableau, Wilson affronte le quintuple champion du monde, Ronnie O'Sullivan au premier tour, et s'incline. Mais cela ne suffit pas puisqu'il continue de redescendre au classement. 
Au cours de la saison 2017-2018, Gary Wilson est demi-finaliste à l'Open du pays de Galles, après avoir battu le Nord-irlandais Mark Allen, 10e joueur mondial. Plus tôt dans la saison, Wilson atteint également les quarts de finale au Classique Paul Hunter, mais aussi les huitièmes de finale à l'Open d'Irlande du Nord, où il bat le no 3 mondial John Higgins, au Masters d'Allemagne et à l'Open de Chine, où il élimine respectivement Joe Perry et Ali Carter sur son parcours. Ces bons résultats lui permettent de reprendre une pente ascendante au classement. 

### Révélation au championnat du monde et semblant de confirmation (2019-2021)
En 2019, il est quart de finaliste de l'Open mondial. Au cours de ce tournoi, il bat Tom Ford (5-3), Judd Trump (5-3) et Fergal O'Brien (5-2), avant de s'incliner contre Barry Hawkins (5-3).
Contre toute attente, au championnat du monde, il se hisse jusqu'en demi-finale, où il perd contre le futur vainqueur, Judd Trump. Dans son beau parcours, il bat Luca Brecel dans une manche décisive épique qui n'est autre que la plus longue de l'histoire du Crucible Theatre. Au deuxième tour, il bat Mark Selby (13-10) et en quart de finale Ali Carter.
Pendant la saison 2019-2020, il est quart de finaliste au championnat international, demi-finaliste au Masters d'Europe et quart de finaliste au Grand Prix mondial. Il atteint d'ailleurs son meilleur classement en décembre 2019, une 17e place.
Malgré une première participation au Masters de snooker, où il remplace Jack Lisowski, retiré en raison d'une contamination au coronavirus, ses résultats pendant la saison 2020-2021 sont bien loin de ceux qu'il a obtenu lors des saisons précédentes, ce qui le fait tomber en dehors des trente meilleurs joueurs du monde. Par ailleurs, Wilson réussit à se qualifier pour son troisième championnat du monde mais chute dès le premier tour, battu par Kyren Wilson,. 
En août 2021, il est le finaliste inattendu de l'Open de Grande-Bretagne, après des victoires contre David Gilbert et Elliot Slessor, notamment. Bien que Wilson offre une belle résistance à Mark Williams en finale, il est battu sur les deux dernières manches (6-4). Au championnat du Royaume-Uni, il réussit le quatrième 147 de sa carrière.  

### Premiers titres majeurs et meilleur classement (depuis 2022)
C'est lors de la saison suivante que Wilson parvient à remporter son premier titre de classement lors de l'Open d'Écosse 2022, titre qu'il attendait depuis plus de 18 ans. Auteur d'une très belle semaine, Wilson a su profiter d'une ouverture en fin de tournoi puisqu'il n'a pas eu à affronter de joueur du top 30 en demi-finale et en finale. Ce succès lui permet de retrouver sa place dans le top 20 mondial. En fin de saison, il manque de peu de rallier une nouvelle finale, mais s'incline face au jeune Pang Junxu, 5-4, au classique de snooker 2023.
Wilson défend son titre l'année suivante lors de l'Open d'Écosse 2023, en battant Noppon Saengkham 9-5 en finale. Par ailleurs, lors de la manche décisive de sa demi-finale face à Zhou Yuelong, il remporte la partie après avoir eu recours à trois snookers afin de provoquer des fautes de son adversaire, pour finalement s'imposer sur une bille noire respotée. À son aise sur les formats courts des Open du Home Nations Series, il s'offre son troisième titre de classement à l'occasion du tournoi du pays de Galles 2024, dominant plusieurs joueurs du top 20 pour rejoindre la finale, dont John Higgins en demi-finale, signant son cinquième break royal en compétition officielle dans la deuxième manche. En finale, il tient son rang face au surprenant Martin O'Donnell (9-4). Cette victoire lui permet de dépasser son meilleur classement (12e). Avec sa demi-finale au championnat du circuit en fin de saison, Wilson intègre le top 10 pour la première fois de sa carrière.

## Technique et style de jeu

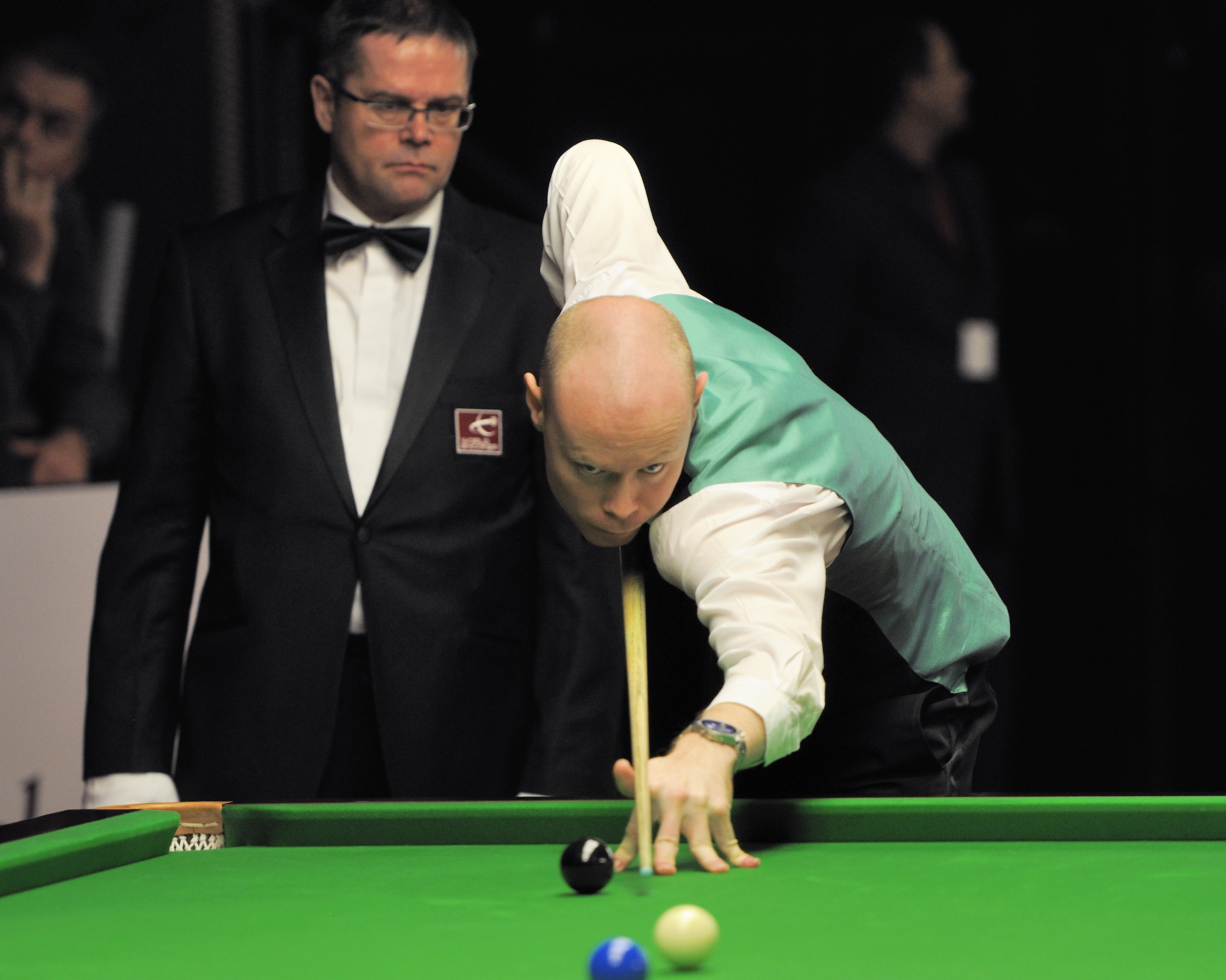
Image illustrative de la technique de Gary Wilson (2014).

### Technique
Wilson a un œil directeur gauche extrême, ce qui explique qu'il a la tête extrêmement penchée lors de la préparation et de l'exécution de ses coups.   

### Style de jeu
C'est un joueur au style de jeu rapide et offensif, mais qui sait aussi se montrer prudent. Il est considéré comme étant un très bon constructeur de break, ayant réussi cinq breaks maximums de 147 points au cours de sa carrière professionnelle. Il réussit son premier 147 aux qualifications du Masters d'Allemagne 2013. Il en réussit un nouveau aux qualifications du championnat du monde de snooker 2017. Wilson inscrit le troisième 147 de sa carrière aux séries professionnelles, le 20 janvier 2021. Au championnat du Royaume-Uni de 2021, Wilson réalise le quatrième 147 de sa carrière professionnelle.  Son cinquième break maximum est compilé en demi-finale de l'Open du pays de Galles 2024, après une tentative infructueuse lors de la manche précédente.

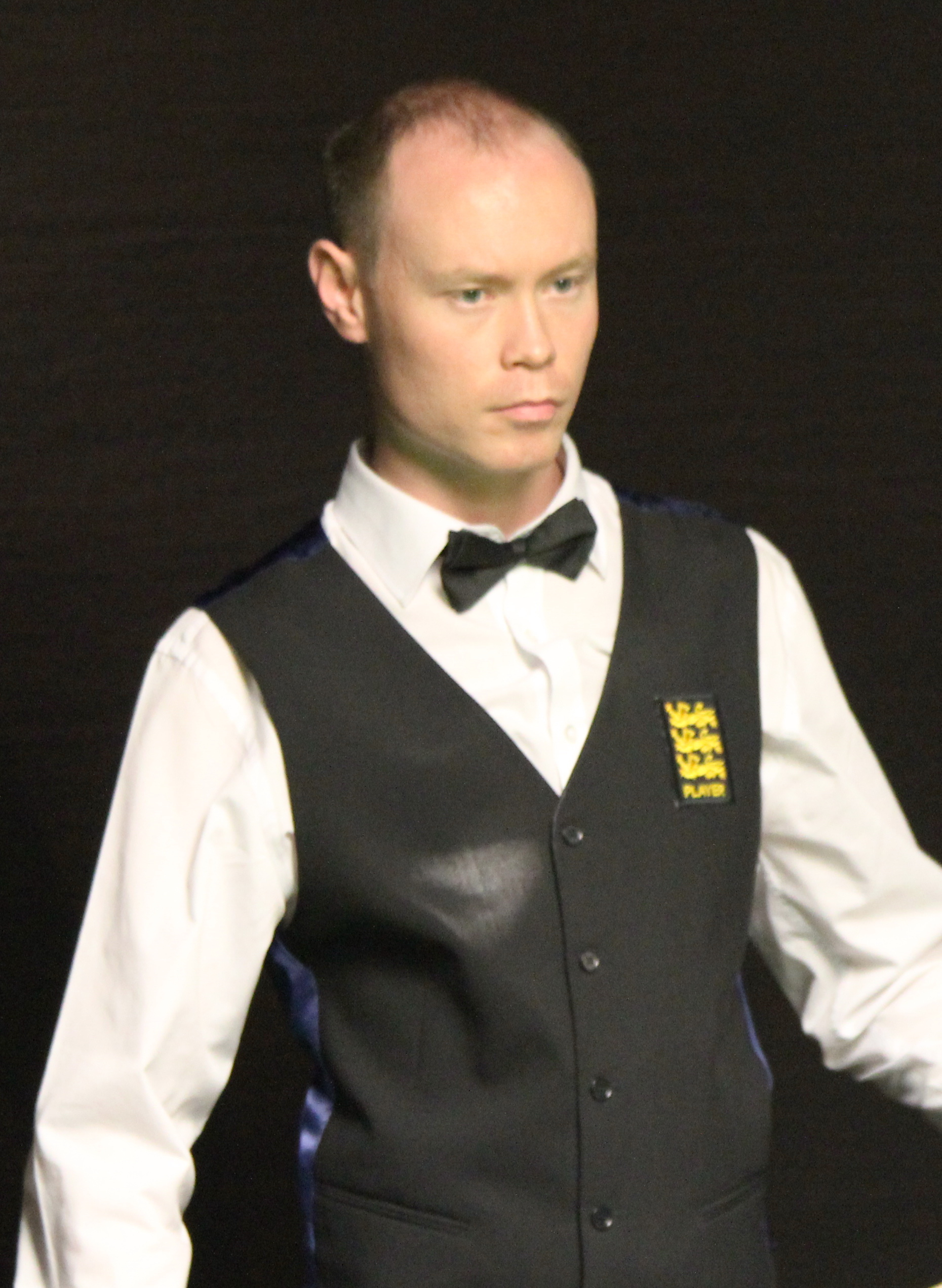
Gary Wilson (2012)

## Palmarès
| Légende | Catégorie                      | Titres                         | Finales                        |
|         | Tournois classés               | 3                              | 2                              |
|         | Tournois non classés           | 0                              | 0                              |
|         | Circuit du challenge           | 1                              | 1                              |
|         | Tournois en équipes            | 0                              | 1                              |
|         | Tournois amateurs              | 3                              | 1                              |
| Gras    | Tournois de la triple couronne | Tournois de la triple couronne | Tournois de la triple couronne |

### Titres
| Saison    | Nom du tournoi                                   | Lieu      | Finaliste        | Score | Tableau |
| 2004      | Championnat du monde amateur des moins de 21 ans | Carlow    | Kobkit Palajin   | 11-5  |         |
| 2003-2004 | Circuit du challenge (épreuve 4)                 | Prestatyn | Jin Long         | 6-4   |         |
| 2012      | Championnat d'Angleterre amateur                 |           | Martin O'Donnell | 10-9  |         |
| 2012      | Tournoi de qualification européen EBSA           |           | Elliot Slessor   | 3-0   |         |
| 2022-2023 | Open d'Écosse                                    | Edimbourg | Joe O'Connor     | 9-2   | Tableau |
| 2023-2024 | Open d'Écosse (2)                                | Edimbourg | Noppon Saengkham | 9-5   | Tableau |
| 2023-2024 | Open du pays de Galles                           | Llandudno | Martin O'Donnell | 9-4   | Tableau |

### Finales perdues
| Saison    | Nom du tournoi                                          | Lieu      | Finaliste              | Score | Tableau |
| 2003-2004 | Circuit du challenge (épreuve 2)                        | Prestatyn | Hugh Abernethy         | 0-6   |         |
| 2007      | Championnat du monde par équipes mixtes (avec Pam Wood) |           | Joe Perry Leah Willett | 1-3   |         |
| 2012      | Championnat du monde amateur                            | Sofia     | Mohammad Asif          | 8-10  |         |
| 2014-2015 | Open de Chine                                           | Pékin     | Mark Selby             | 2-10  | Tableau |
| 2021-2022 | Open de Grande-Bretagne                                 | Leicester | Mark Williams          | 4-6   | Tableau |